# 格莱里奇
格莱里奇（德語：Gleiritsch，發音：[ˈɡlaɪʁɪtʃ]）是德国巴伐利亚州上普法尔茨行政区施万多夫县的市镇，面积10.94平方千米，2023年12月31日人口为636人。